# جکی فیشر (بازیکن فوتبال، زاده ۱۸۹۷)
جکی فیشر (انگلیسی: Jackie Fisher; ۴ اوت ۱۸۹۷ – ۱۹۵۴ (۵۶−۵۷ سال)) بازیکن فوتبال اهل بریتانیا بود.
از باشگاه‌هایی که در آن بازی کرده‌است می‌توان به باشگاه فوتبال لینکولن سیتی، باشگاه فوتبال چسترفیلد، باشگاه فوتبال منزفیلد تاون، و باشگاه فوتبال برنلی اشاره کرد.